# Marcel Fässler (bobbista)
Marcel Fässler (21 febbraio 1959) è un bobbista svizzero.
È il padre di Adrian, anch'egli bobbista.

## Biografia
Ai XV Giochi olimpici invernali (edizione disputatasi nel 1988 a Calgary, Canada) vinse la medaglia d'oro nel Bob a quattro con i connazionali Ekkehard Fasser, Kurt Meier e Werner Stocker, partecipando per la nazionale svizzera, superando la nazionale russa e quella tedesca.
Il tempo totalizzato fu di 3:47.51 con un distacco di minimo rispetto alle altre classificate: 3:47.58 e 3:48.26 i loro tempi.